# San Miguel Xicalco
San Miguel Xicalco es un pueblo localizado en la alcaldía de Tlalpan, en la Ciudad de México. El significado de Xicalco es ‘lugar de casas de chichia y piedra’. Su capilla data del siglo XVII, y contiene un Cristo hecho de pasta de caña de maíz y una escultura del arcángel San Miguel. Cada año, en San Miguel Xicalco hay dos fiestas patronales a San Miguel Arcángel, el 8 de mayo y el 29 de septiembre.

## Historia

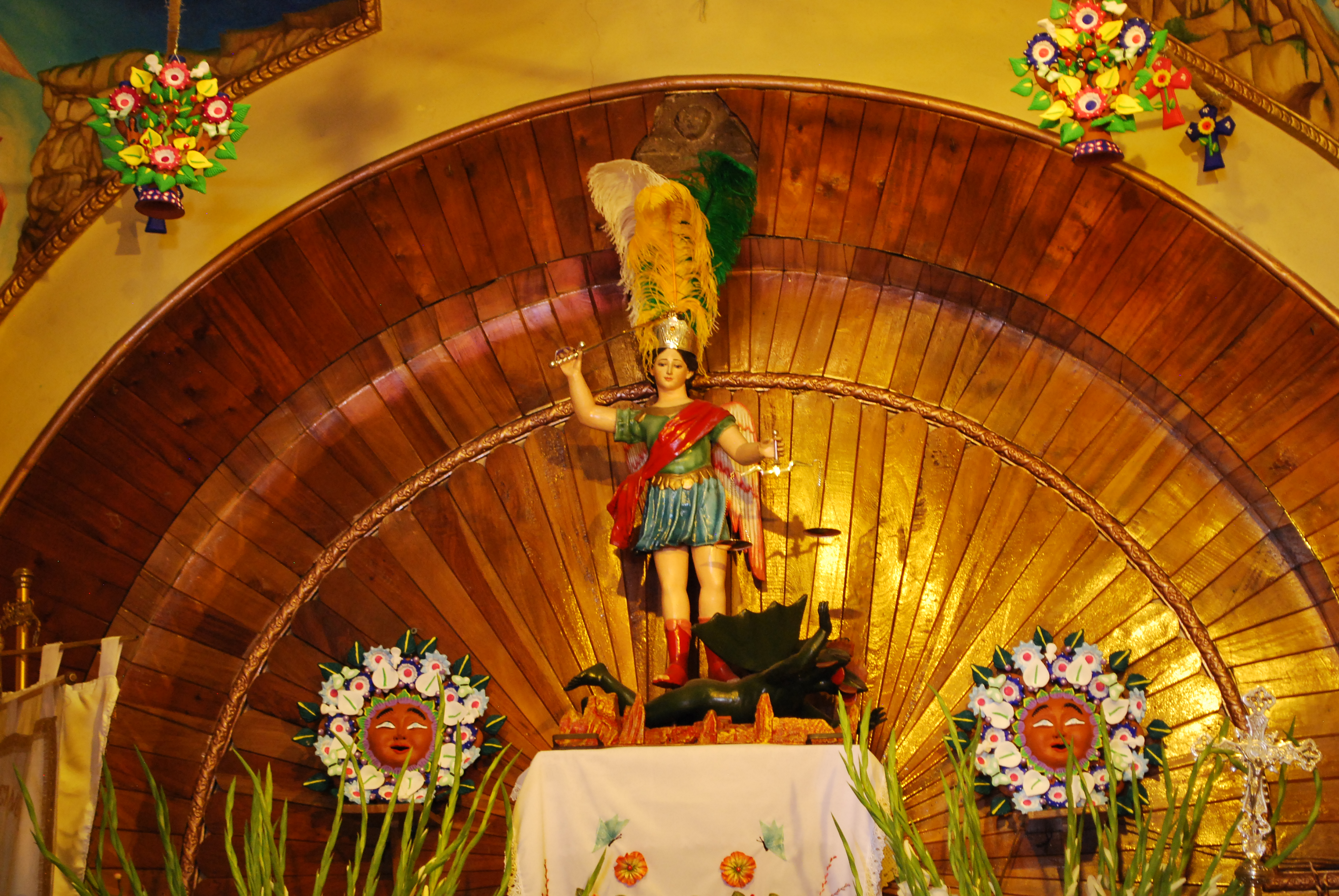
ParishSanMiguelXicalco02

La primera familia que se asentó en San Miguel Xicalco construyó una casita con hierba y palos. En el poblado crece la planta de chichia (xixia) y abundan las rocas volcánicas, como el basalto andesitíco, derivadas de la erupción del Xitle y del Ajusco. De allí el nombre de Xicalco (‘lugar de casas de chichia y piedra’).

## Ubicación geográfica
San Miguel Xicalco es un pueblo ubicado a 90 minutos de la zona centro de la Ciudad de México. Es un pueblo originario asentado sobre un suelo derivado de rocas de tipo volcánico como el basalto. Se encuentra entre 2400 y 2800 m s.n.m. a las faldas del punto más alto de la Ciudad de México —el volcán del Ajusco—.

## Ecología

### Flora
Las especies botánicas que constituyen a esta región del sur de la Ciudad de México son principalmente árboles de pino (Pinus) y encino (Quercus). Le continúan en abundancia de especies el palo loco (Senecio precox), Buddleja cordata (conocida entre los pobladores como tepozán), el ciprés verde (Cupressus), sin olvidar el árbol de pirul (Schinus molle) y el eucalipto (Eucaliptus).
Existen otras especies que crecen durante la época de lluvias, como la siempre viva o planta de la resurrección (Selaginella), así como gran diversidad de helechos (o Pteridophytas). En los campos también es posible apreciar el crecimiento de nopales y magueyes, que son aprovechados por los pobladores como alimento. Actualmente existen pobladores cuya principal actividad económica es la siembra y el cultivo de estas plantas para consumo, como en el caso del nopal.
Por otra parte, la práctica de extracción del pulque es una actividad cada vez más en peligro de extinción.

### Fauna
La fauna que predomina en esta región ha sido poco documentada oficialmente por especialistas. Sin embargo, los pobladores han llegado a describir el avistamiento de especies de reptiles como cincuates (serpientes del maíz), víboras de cascabel, coralillos, y lagartijas de cuello y pecho azulado (conocidas como tecuish). Algunos mamíferos que habitan entre los campos y zonas pedregosas son el tlacuache (Didelphis marsupialis), conejos, ardillas, tuzas, y cacomixtles.

## Geología
San Miguel Xicalco es un pueblo que tiene muchas 80 rocas de tipo volcánico como el basalto. Se encuentra entre 2400 y 2800 m s. n. m. (metros sobre el nivel del mar). La mayor parte de la superficie es terreno accidentado que presenta pequeñas planicies, terrazas y lomeríos. Pertenece a la provincia del Eje Nevolocánico.

### Tipos de suelo (edafología)
El terreno que predomina en esta región es de tipo pedregoso, con un suelo muy joven de origen volcánico, apto para el desarrollo de comunidades ecológicas o bosques de pino-encino con un ligero ecotono entre matorral xerófito.
Existen tres tipos de suelo predominantes en la región:
- feozem
- litosol
- andosol

La edafología de la región es apta para el cultivo de maíz, haba, calabaza, chícharo, y algunas otras hortalizas.

## Geografía

### Clima
Este pueblo originario de Tlalpan se caracteriza por presentar un clima templado subhúmedo (C(W2)(w)) según la clasificación de Köppen. Debido a su posición geográfica, mantiene una temperatura media anual de entre 12 y 18 °C.